# 올레스코성

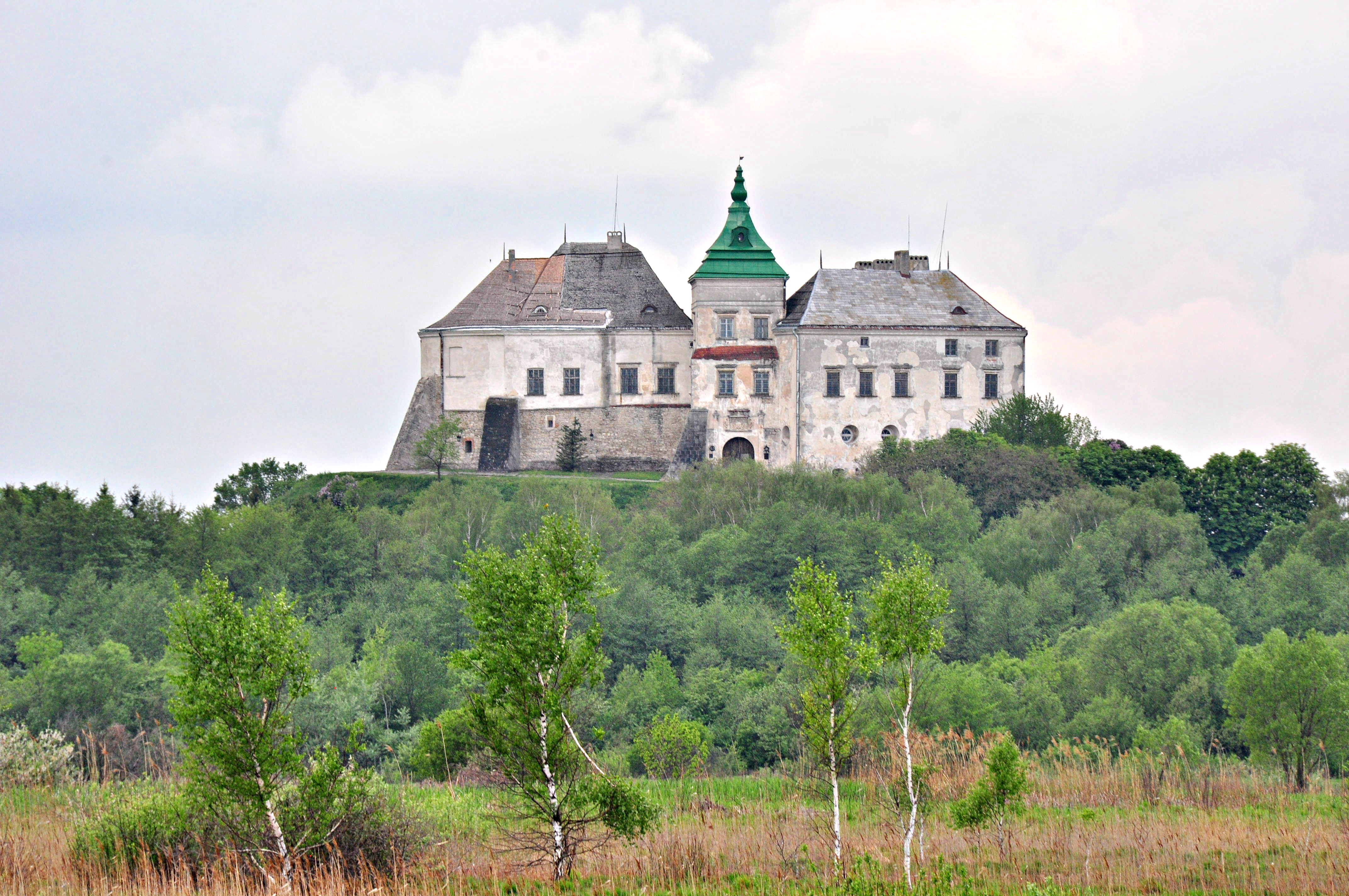
올레스코성

올레스코성(우크라이나어: Олеський замок)은 우크라이나 르비우주 올레스코에 있는 성이다. 이 성에 대한 최초의 역사적 기록은 1390년 교황 보니파시오 9세 올레스코와 투스탄 요새를 할리치의 가톨릭 주교에게 준 문서에 나와 있다. 이 성은 우크라이나 서부 최대 도시인 르비우에서 약 75km 떨어져 있다.
타원형 모양의 올레스코성은 약 50미터 높이의 작은 언덕 위에 우뚝 솟아 있다. 성을 둘러싼 해자와 성벽은 성을 방어하는 역할을 하며, 성은 울창한 늪으로 둘러싸여 있다. 성이 있던 땅은 여러 차례 주인이 바뀌었다. 원래는 볼히니아와 리비우의 경계에 있었다.
이 성은 폴란드 국왕 얀 3세 소비에스키의 출생지로도 유명하다. 그는 종종 이 성에서 거주했으며 현재 박물관에 전시된 많은 예술 작품을 수집했다. 또 다른 폴란드 국왕인 미하우 코리부트 비시니오비에츠키도 여기서 출생했다.

## 역사
이 성은 여러 시대에 걸쳐 폴란드, 리투아니아, 헝가리의 소유였다. 14세기에는 앞서 언급한 세 나라 사이의 이동식 국경이 이 성을 통과하면서 정치적 랜드마크가 되었다. 성의 소유권을 둘러싼 전쟁은 끊이지 않았다. 성 지하의 깊은 우물은 포위된 주민들의 탈출로로 사용되었다.
15세기에 이 성은 방어 지점에서 단순히 귀족들의 휴양지로 바뀌었다.
1605년에 이 성은 부유한 지역 지주이자 루테니아의 보이보드였던 귀족 얀 다닐로비츠에게 매입되었다. 그 후 코니에츠폴스키 가문에 매각되었다. 주 거주지가 조우크바에 있는 새로운 소유주는 성에게 관심이 없었고, 1682년에야 얀 3세 소비에스키가 스타니스와프 코니에츠폴스키로부터 이 단지를 매입하여 성을 개조했다. 18세기 초, 르제우스키 가문에 매입되었고, 골동품 컬렉션은 르제우스키가 소유한 또 다른 성인 피드히르치성으로 옮겨졌다.
이 성은 16세기 후반에서 17세기 초에 복원되었다. 성의 여러 방을 장식하기 위해 그림과 모자이크가 옮겨졌다. 성은 당시 유행했던 이탈리아 르네상스 양식으로 개축되었다.
1838년 지진으로 성이 흔들려 일부 지역이 파괴되었다. 1882년 폴란드 국립 기념물로 지정된 이 성은 올레스코성 보존 위원회에 매입되었고, 1892년 복원 공사가 시작되었다. 제1차 세계 대전과 제2차 세계 대전은 성에 부정적인 영향을 미쳐 이전의 복원 공사가 무산되었다. 1956년에는 성에 낙뢰가 떨어졌다.
이 성은 1961년부터 1985년까지 복원되었다. 현재는 16세기에서 17세기까지의 골동품 가구와 미술품을 전시하는 박물관으로 운영되고 있다. 이곳의 소장품은 폴란드 외의 외국에서 가장 풍부한 폴란드 미술품 컬렉션 중 하나로 손꼽힌다.